# شیخانتوری
شیخانتوری (گرجی: შიხანთური) یک منطقهٔ مسکونی در گرجستان است که در شیدا کارتلی واقع شده‌است. شیخانتوری ۱٬۴۸۰ متر بالاتر از سطح دریا واقع شده‌است.